# فرانك ستوكس
فرانك ستوكس (بالإنجليزية: Frank Stokes)‏ هو عازف قيثارة وموسيقي وفنان الشارع أمريكي، ولد في 1888 في تينيسي في الولايات المتحدة، وتوفي في 12 سبتمبر 1955 في ممفيس في الولايات المتحدة بسبب سكتة.

## وصلات خارجية
- فرانك ستوكس على موقع ميوزك برينز (الإنجليزية)
- فرانك ستوكس على موقع أول ميوزيك (الإنجليزية)
- فرانك ستوكس على موقع ديسكوغز (الإنجليزية)